# 10073 Peterhiscocks
A 10073 Peterhiscocks (ideiglenes jelöléssel (10073) 1989 GJ2) a Naprendszer kisbolygóövében található aszteroida. Eric Walter Elst fedezte fel 1989. április 3-án.

## Kapcsolódó szócikk
- Kisbolygók listája (10001–10500)